# Mittelschule Olching Amperschule
Die Mittelschule Olching, auch Amperschule genannt, ist Olchings (Landkreis Fürstenfeldbruck) einzige Mittelschule. Seit der Fertigstellung des Neubaus im Jahr 2014 befindet sie sich in unmittelbarer Nähe des Gymnasiums Olching. Zuvor befand sie sich in einem Gebäudekomplex an der Heckenstraße, der bis heute auch das Hallenbad Olching beherbergt.

## Gebäude
- Hauptgebäude
- Mehrzweckhalle (mit angrenzenden Gymnastikräumen)[2]

## Neubau

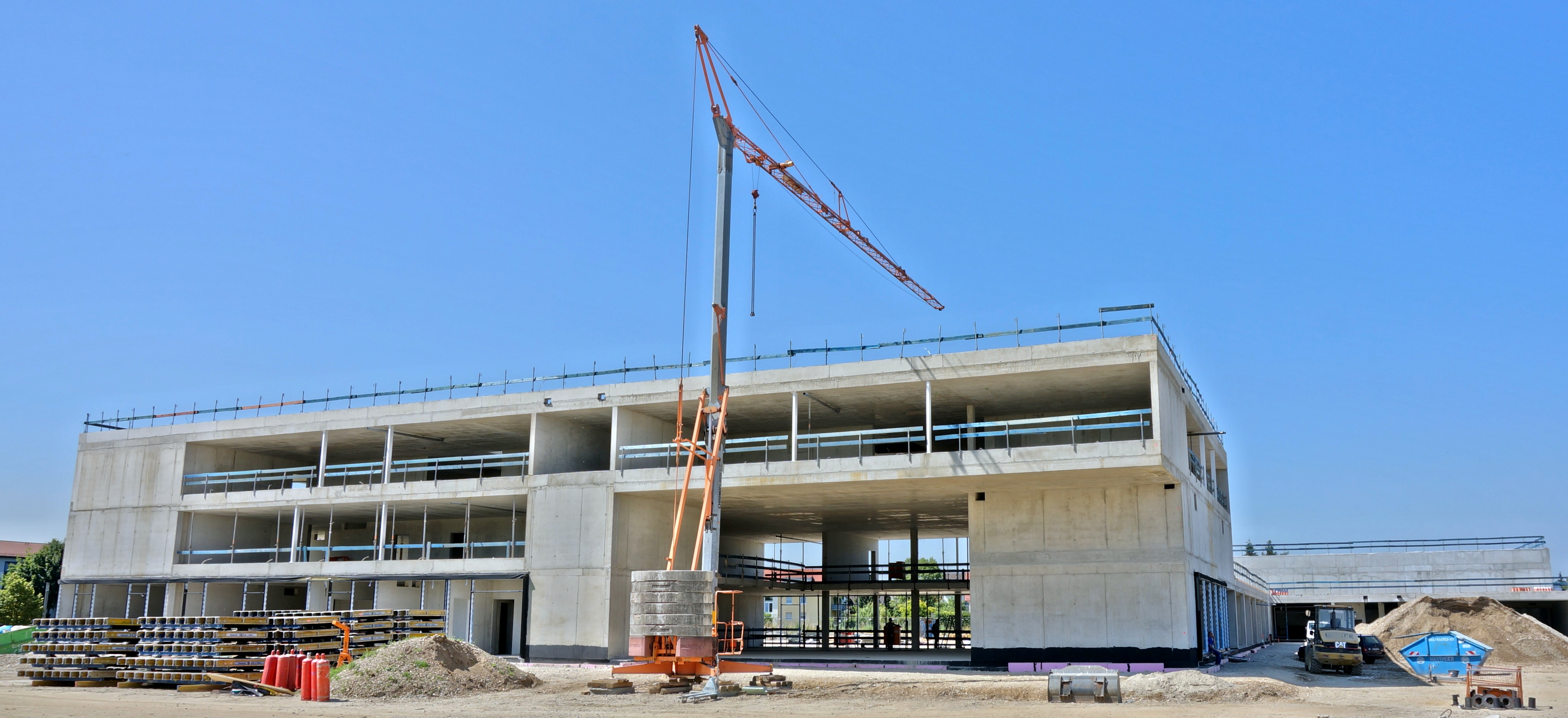
Neubau im Sommer 2013 nach etwa einem Jahr Bauzeit.

Im Jahr 2006 wurden an dem damaligen Gebäude an der Heckenstraße Brandschutzmängel festgestellt, auf die reagiert werden musste. Die Pläne für einen Neubau wurden 2009 im Rahmen eines Architekturwettbewerbs ausgewählt. Noch im Frühjahr 2011 wurde u. a. von Olchings Drittem Bürgermeister Bernhard Nickel eine Diskussion darüber (wieder) angestoßen, ob eine Sanierung des Schulgebäudes nicht kostengünstiger sei als ein Neubau. Er empfahl deshalb, die zu diesem Zeitpunkt bereits vorliegenden Pläne der Architekten erst zu einem späteren Zeitpunkt zu realisieren. Nach Aussage der Stadt Olching war der Neubau jedoch die wirtschaftlichere Alternative gegenüber einer Sanierung.
Die Kosten beliefen sich auf insgesamt ca. 20 Millionen €, wobei etwa 11 Mio. € davon auf die Schule und etwa 9 Mio. € auf die Mehrfachturnhalle fielen.
Der Spatenstich für den Neubau an der Georgenstraße war am 20. August 2012. Nach etwa zweijähriger Bauzeit wurde der Gebäudekomplex Mitte 2014 fertiggestellt.

## Jugendsozialarbeit

### Diskurs um Gewalt an der Schule
Überregionale Bekanntheit im negativen Sinne erlangte die Schule im März 2018. Damals erhoben einzelne Eltern und auch der Elternbeirat Vorwürfe über Gewalt an der Schule. Diese Vorwürfe wurden in verschiedenen lokalen und auch in überregionalen Medien thematisiert. Das Schulamt stufte die Vorwürfe als unverhältnismäßig ein. Dennoch wurde in der Folge ein Konfliktlösungsteam eingesetzt. Ein direkter Zusammenhang mit der Einstellung einer Jugendsozialarbeiterin, die seit September 2018 an der Schule tätig ist, ist nicht herstellbar.

### Umfang der Jugendsozialarbeit
Die Jugendsozialarbeiterin bietet laut Informationen auf der Schulhomepage Beratung und Hilfe für Schüler, Eltern und Lehrer an. Der Umfang ihrer Tätigkeiten erstreckt sich auf folgende Bereiche:
- Beratung und Unterstützung von Schülern im Rahmen der Einzelfallhilfe
- sozialpädagogische Gruppenarbeit
- Krisenintervention
- Elternarbeit
- Zusammenarbeit mit Schulleitung und Lehrkräften, z. B. bei schwierigen disziplinarischen Entscheidungen
- Verbesserung des sozialen Klimas innerhalb der Schule und verbesserte Kooperation zwischen allen Beteiligten
- Projektarbeit (Sucht- und Gewaltprävention, Konfliktlösung, Integration, Aggressionsabbau)
- Stabilisierung von Klassenverbänden
- Reduzierung negativer Schulkarrieren ohne Abschluss

## Besondere Angebote
- Ganztagsschulbetrieb in gebundener Form[1]